# Valdis Dombrovskis
Valdis Dombrovskis (ur. 5 sierpnia 1971 w Rydze) – łotewski polityk, fizyk, ekonomista, poseł na Sejmu Republiki Łotewskiej, deputowany do Parlamentu Europejskiego, minister finansów w latach 2002–2004, premier Łotwy od 2009 do 2014, od 2014 członek Komisji Europejskiej, w latach 2014–2024 jej wiceprzewodniczący.

## Życiorys
W latach 1989–1996 studiował na wydziale matematyczno-fizycznym Uniwersytetu Łotwy w Rydze, gdzie ukończył kolejno studia licencjackie i magisterskie. W 1995 został absolwentem studiów ekonomicznych na wydziale inżynieryjno-ekonomicznym Ryskiego Uniwersytetu Technicznego. Uzyskał również dyplom ukończenia studiów w zakresie fizyki na Uniwersytecie Johannesa Gutenberga w Moguncji. W 1998 doktoryzował się na wydziale inżynierii elektrycznej Uniwersytetu Marylandu w College Park. W 2007 ukończył studia w dziedzinie ceł i administracji podatkowej na wydziale inżynieryjno-ekonomicznym Ryskiego Uniwersytetu Technicznego.
W latach 1991–1995 pracował jako laborant na wydziale matematyczno-fizycznym Uniwersytetu Łotwy: przez pierwsze dwa lata w instytucie fizyki ciała stałego, a przez kolejne dwa w zakładzie półprzewodników. Przez rok był laborantem w instytucie fizyki Uniwersytetu Johannesa Gutenberga w Moguncji. W 1997 powrócił do pracy w instytucie fizyki ciała stałego, a następnie pracował na wydziale inżynierii elektrycznej Uniwersytetu Marylandu w College Park. W 1998 rozpoczął pracę w zarządzie polityki pieniężnej Banku Łotwy, gdzie zajmował kolejno stanowiska specjalisty, starszego ekonomisty i głównego ekonomisty.
W 2002 brał udział w zakładaniu partii Nowa Era kierowanej przez byłego prezesa Banku Łotwy Einarsa Repšego. W tym samym roku został wybrany na posła na Sejm Republiki Łotewskiej z list zwycięskiej Nowej Ery, a następnie objął stanowisko ministra finansów w rządzie Einarsa Repšego. W wyborach do Parlamentu Europejskiego w 2004 uzyskał mandat eurodeputowanego. Przystąpił do frakcji Europejskiej Partii Ludowej-Europejskich Demokratów, zasiadał w Komisji Budżetowej.
26 lutego 2009 desygnowany przez prezydenta Valdisa Zatlersa na stanowisko premiera Łotwy. 12 marca 2009 parlament Łotwy zatwierdził rząd Valdisa Dombrovskisa. Przez kilka miesięcy był też ministrem ds. dzieci, rodziny i integracji społecznej. W wyborach w 2010 i 2011 z ramienia Jedności odnawiał mandat poselski. 2 listopada 2010 otrzymał od prezydenta Valdisa Zatlersa misję sformowania nowego rządu, który następnego dnia został zatwierdzony przez Sejm X kadencji. Do końca roku kierował w tym rządzie również resortem rozwoju regionalnego i samorządności. 25 października 2011 Sejm XI kadencji udzielił akceptacji trzeciemu gabinetowi dotychczasowego premiera.
21 października 2013 doszło do katastrofy budowlanej w Rydze, w wyniku której śmierć poniosły 54 osoby. Sześć dni później Valdis Dombrovskis podał się do dymisji, uznając, że jego rząd przyjmuje na siebie polityczną odpowiedzialność. Urząd premiera sprawował do 22 stycznia 2014, kiedy to zakończył się proces formowania nowego gabinetu. 23 stycznia 2014 odnowił mandat poselski, wracając do pracy w parlamencie.
W wyborach europejskich w 2014 uzyskał mandat posła do PE VIII kadencji, kandydując z 1. miejsca na liście Jedności. 10 września tego samego roku Jean-Claude Juncker ogłosił nominację Valdisa Dombrovskisa na wiceprzewodniczącego KE oraz komisarza ds. euro i dialogu społecznego (od 1 listopada 2014). W 2016, po rezygnacji z członkostwa w KE złożonej przez Jonathana Hilla, powierzono mu również odpowiedzialność za stabilność finansową, usługi finansowe i unię rynków kapitałowych.
W lutym 2019 został głównym kandydatem Nowej Jedności w wyborach europejskich w 2019. W głosowaniu z maja 2019 uzyskał mandat europosła, jednak zrezygnował z jego objęcia w związku z otrzymaniem nominacji na kolejną kadencję w KE. Dołączył do Komisji Europejskiej kierowanej przez Ursulę von der Leyen jako wiceprzewodniczący wykonawczy odpowiedzialny za gospodarkę, która służy ludziom (z kadencją od 1 grudnia 2019). W październiku 2020, po uprzednim zatwierdzeniu przez Europarlament, powołany na komisarza ds. handlu (pozostał jednocześnie wiceprzewodniczącym wykonawczym KE).
W czerwcu 2024 został po raz kolejny wybrany do Europarlamentu, ponownie odmówił jednak jego objęcia. W tym samym roku wszedł w skład kolejnej KE dotychczasowej przewodniczącej (z kadencją od 1 grudnia 2024) jako komisarz do spraw gospodarki i wydajności oraz wdrażania i upraszczania.

## Odznaczenia i wyróżnienia
- Nagroda fundacji Friedrich-August-von-Hayek-Stiftung za działania na rzecz wyprowadzenia Łotwy z kryzysu gospodarczego (2011)[18]
- Order Krzyża Ziemi Maryjnej I klasy (Estonia, 2012)[19]
- Krzyż Wielki Orderu Białej Róży Finlandii (Finlandia, 2013)[19]
- Wielki Oficer Orderu Trzech Gwiazd (Łotwa, 2014)[19]
- Order Księcia Jarosława Mądrego II klasy (Ukraina, 2019)[19]
- Order Księcia Jarosława Mądrego I klasy (Ukraina, 2021)[20]
- Medal Rady Bałtyckiej (2012)[21]

## Życie prywatne
Żonaty z Āriją Dombrovską. Jego rodzina ma również polskie korzenie.